# Ingeborg
Az Ingeborg északi germán eredetű női név. Az név első eleme Ingwio germán isten nevét rejti, a második jelentése oltalom, védelem.

## Rokon nevek
- Inge:[1] az Ingeborg rövidülése.[2]
- Inka:[1] az Ing- kezdetű nevek ritka német becenevéből önállósult.[2]

## Gyakorisága
Az 1990-es években az Ingeborg, Inge, Inka szórványos név, a 2000-es években nem szerepelnek a 100 leggyakoribb női név között.

## Névnapok
Ingeborg, Inge
- július 30.
- október 22.

Inka
- július 30.
- szeptember 2.

## Híres Ingeborgok, Ingék, Inkák
- Ingeborg Bachmann, költő
- Inge Morath fényképész
- Inge Vervotte politikus, miniszter